# Dunia Ayaso et Félix Sabroso
Pour les articles homonymes, voir Ayuso.
Dunia Ayaso et Félix Sabroso sont un couple de réalisateurs et scénaristes espagnols des îles Canaries.

## Biographie
Ils commencent avec une compagnie de théâtre et ils prennent plus tard des cours de cinéma. Félix travaille comme scénariste pour la télévision et Dunia fait des vidéos avant débuter avec le film Fea.

## Filmographie
Cinéma
- 2009 : L'Île intérieure
- 2008 : Los años desnudos
- 2007 : Chuecatown
- 2003 : Descongélate!
- 1998 : El grito en el cielo
- 1997 : Perdona bonita, pero Lucas me quería a mí
- 1994 : Fea

Télévision
- Mujeres (TVE)
- Quítate tú pa ponerme yo (Telecinco)